# Seidensänger

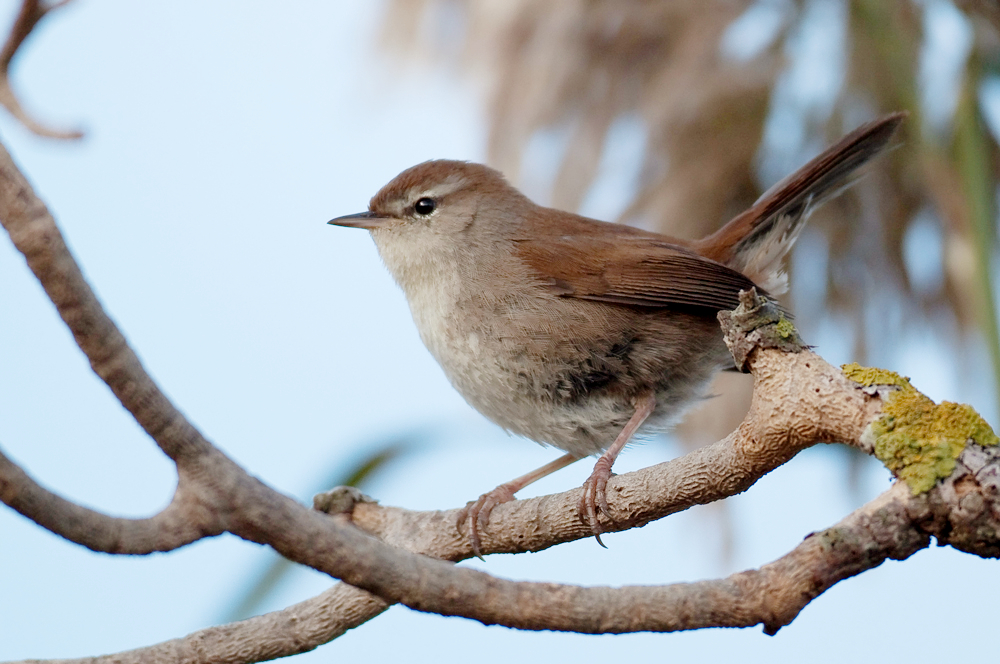
Seidensänger im Naturpark Albufera auf Mallorca

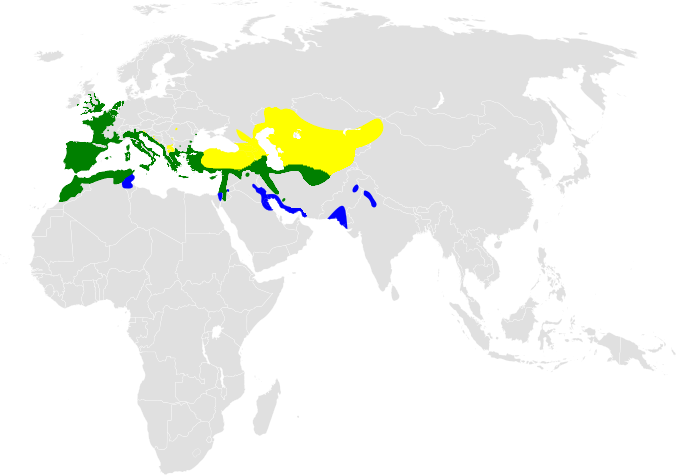
Verbreitungsgebiet des Seidensängers.
Brutgebiete
Ganzjähriges Vorkommen
Überwinterungsgebiete

Der Seidensänger (Cettia cetti) ist ein kleiner insektenfressender Singvogel aus der Überfamilie der Grasmückenverwandten  (Sylvioidea). Nach neueren Vergleichen der DNA ist die Art über die Gattung und deren Namen Typus der Familie Cettiidae mit gegenwärtig 32 Arten.

## Beschreibung
Seidensänger sind 13–14 cm lange unscheinbare Singvögel. Nach äußeren Merkmalen können sie mit dem Schilfrohrsänger oder dem Rohrschwirl verwechselt werden, wirken aber durch den kurzen Hals kompakter als diese. Der Schnabel ist spitz, der Schwanz ist breit, die Flügel sind stark gerundet. Die Oberseite ist rotbraun bis bräunlich, die Unterseite schmutzig grauweiß mit bräunlichen Tönen im Bereich von Flanken und Bauch, der Augenstreif ist schmal und wirkt verwaschen, ist aber länger als bei Schilfrohrsänger und Rohrschwirl. Beide Geschlechter sind äußerlich gleich.

## Stimme
Deutlichstes Kennzeichen sind die unverwechselbaren Gesänge, die in Serien von plötzlichen metallisch lauten Ausbrüchen vorgetragen werden, die ebenso abrupt enden. Obwohl der Name Cettia cetti auf den italienischen Zoologen Francesco Cetti hinweist, ist er durchaus auch lautmalerisch zu verstehen, da die Vögel gewissermaßen rhythmisch ihr Artepitheton Cetti singen, das ‚chetty‘ gesprochen wird: „Der Hit? Wie heißt der? …Cetti, Cetti-Cetti… der ist’s.“
Wo sie Jahresvogel sind, singen die Männchen das ganze Jahr hindurch, wenngleich im Juli und August weniger.
Der Komponist Olivier Messiaen, der für die Einbeziehung von Vogelstimmen in seine Werke bekannt ist, hat dem Seidensänger einen Satz (La Bouscarle) in seinem Klavierzyklus Catalogue d’oiseaux gewidmet.

## Lebensraum und Ernährung
Seidensänger bewohnen dichtes Gebüsch in Gewässernähe mit Deckungspflanzen wie Schilf, Weiden, Bambus, Papyrus, Weißdorn, Brombeeren und Brennnessel. Sie ernähren sich vorwiegend von Insekten und deren Larven, Spinnen, kleinen Schnecken und anderen kleineren Weichtieren, fressen aber auch gelegentlich Pflanzensamen. Obwohl sie nur selten das dichte feuchte Pflanzengewirr an Wasserläufen, Kanälen oder Gräben verlassen, klettern sie doch zur Ernährung niedrig in Büschen und rennen am Boden.

## Brutbiologie

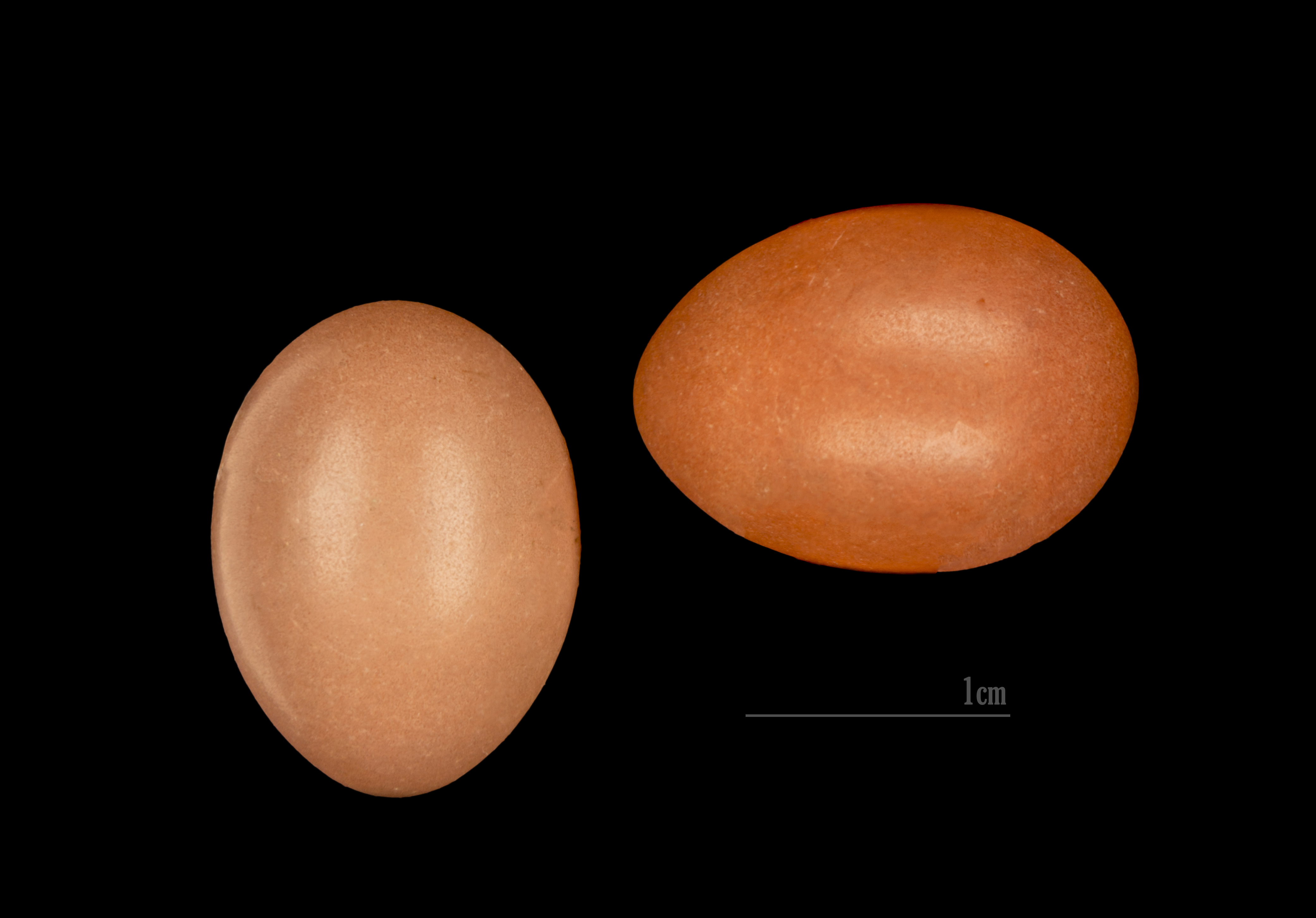
Eier des Seidensängers

Im Sommer bringt das Männchen die überwiegende Zeit damit zu, sein Revier aus der Deckung heraus gegenüber Rivalen akustisch zu markieren und dabei bis zu drei Weibchen herbeizulocken. Dabei bewegt er sich im Gebüsch sehr lebhaft, zuckt oft mit Flügeln und Schwanz und stelzt den Schwanz ähnlich wie ein Zaunkönig es tut. Das Männchen geht gleichzeitig bis zu drei Brutehen in seinem Revier ein. Am Nestbau und Brutgeschäft beteiligt er sich nicht. In Europa gibt es zumeist eine Brut Mitte April und eine zweite im Juni.
Dazu baut das Weibchen aus Halmen ein napfförmiges Nest von etwa 9 cm Außendurchmesser und 7–13 cm Höhe in weniger als einem halben Meter Höhe in das Pflanzengestrüpp. Darin brütet das Weibchen alleine drei bis fünf breitovale, dunkelorange bis braunrötliche Eier 13–17 Tage lang aus. Das Männchen beteiligt sich gelegentlich an der Aufzucht der Jungvögel, die nach 14–16 Tagen flügge werden.

## Verbreitungsgebiete
Seidensänger sind Jahresvögel im Mittelmeerraum. Sie kommen in Marokko, Spanien, von Südfrankreich über Italien, Griechenland und Vorderasien bis nach Nord-Iran und Nord-Afghanistan vor und erreichen im Osten Kasachstan und Zentralasien. Im Kaukasus sind sie Brutvögel und ziehen im Winter westwärts.

### Brutvorstöße
Obwohl sie in Europa Standvögel sind, kommt es doch regelmäßig zu Ausweitungen der Verbreitungsgebiete nach Mitteleuropa. Ausgehend von Südfrankreich vergrößerte der Seidensänger regelmäßig sein Verbreitungsgebiet nach Norden. 1973 wurden die ersten Bruten in Großbritannien bemerkt, 1975 das erste Brutvorkommen in Deutschland und in der Schweiz. 1977 wurden in den Niederlanden 60 Brutpaare festgestellt, dann bis 1983 jährlich 10–20 Brutpaare. In all diesen Fällen erloschen die Populationen jedoch wieder.
Aus Beringungsprojekten weiß man, dass diese Brutvorstöße von Jungtieren ausgehen und den Brutversuchen jeweils milde Winter vorausgehen. Insofern können diese Brutvorstöße der Seidensänger als Bioindikatoren für die klimatischen Verhältnisse in Mitteleuropa genommen werden bzw. Hinweise auf klimatische Änderungen liefern.
Seit 2003 gibt es in den Niederlanden wieder eine stark anwachsende Population mit über 2000 Revieren im Jahr 2020. In Deutschland gab es neben der ersten Brut bei Hildesheim (1975) weitere Bruten im Schwalm-Eder-Kreis (2015) sowie bei Ingelheim am Rhein (2022). Seit 2018 werden Reviere in der Ruraue und am Niederrhein nachgewiesen.

## Verwandtschaft / Systematik
Die neueren Untersuchungen zur Abstammung und Klassifikation der Sperlingsvögel (Passeriformes) basieren auf dem Vergleich von DNA-Sequenzen der Gene des Myoglobin Intron II, des Zellkerns und des Cytochrom b der Mitochondrien.
Für die Gattung Cettia haben diese Untersuchungen erwartungsgemäß die Zugehörigkeit zur Überfamilie Sylvioidea bestätigt, nicht dagegen die besondere Nähe zu den äußerlich so ähnlichen Rohrsängern (Acrocephalus) und den Schwirlen (Locustella). Desgleichen konnte kein unmittelbarer gemeinsamer Vorfahre mit der Gattung Bradypterus bestätigt werden, mit denen die Seidensänger bisher zu den Buschsängern zusammengefasst wurden.
Vielmehr ist die Gattung Cettia nun Typus-Gattung der Familie Cettiidae mit gegenwärtig 32 Arten.

## Unterarten
Es werden augenblicklich drei Unterarten anerkannt:
- Cettia cetti cetti (Temminck, 1820)[12] kommt im westlichen Europa bis Griechenland und die Balkanhalbinsel sowie den Nordwesten Afrikas vor.
- Cettia cetti orientalis Tristram, 1867[13] ist in der Türkei bis in den Iran und Afghanistan verbreitet
- Cettia cetti albiventris Severtsov, 1873[14] kommt in Kasachstan und Turkmenistan bis ins nordwestliche China und nördliche Afghanistan vor.

Sylvia sericea (Temminck, 1820) wird heute als Synonym zur Nominatform betrachtet.

## Etymologie und Forschungsgeschichte
Die Erstbeschreibung des Seidensängers erfolgte 1820 durch Coenraad Jacob Temminck unter dem wissenschaftlichen Namen  Sylvia cetti. Als Lebensraum gab er Sardinien an. Bei seiner Beschreibung bezog er sich auf die Tafel 655 La Bouscarle de Provence von Georges-Louis Leclerc, Comte de Buffon und die Beschreibung von Usignuolo di Fiume von Francesco Cetti hin. Im Jahr 1834 führte Charles Lucien Jules Laurent Bonaparte die Gattung Cettia für den Seidensänger ein. Wie der Artname bezieht sich der Gattungsname auf Francesco Cetti, der die Art zuerst ohne wissenschaftlichen Namen beschrieben hatte. Orientalis ist das lateinische Wort für östlich, orientalisch von oriens, orientis für Osten, Ost. Albiventris ist ein lateinisches Wortgebilde aus albus für weiß und venter, ventris für Buach. Sericea bedeutet seiden von σηρικος, σηρικον, σηρες sērikos, sērikon, Sēres für seiden, Seide, die Leute von denen man Seide erhält (Chinesen).